# 波什陶·尚多尔
波什陶·尚多尔（匈牙利語：Pósta Sándor，1888年9月25日—1952年11月4日），匈牙利男子击剑运动员。他曾获得1924年夏季奥运会击剑比赛男子佩剑个人金牌、男子佩剑团体银牌和男子花剑团体铜牌。